# RB1

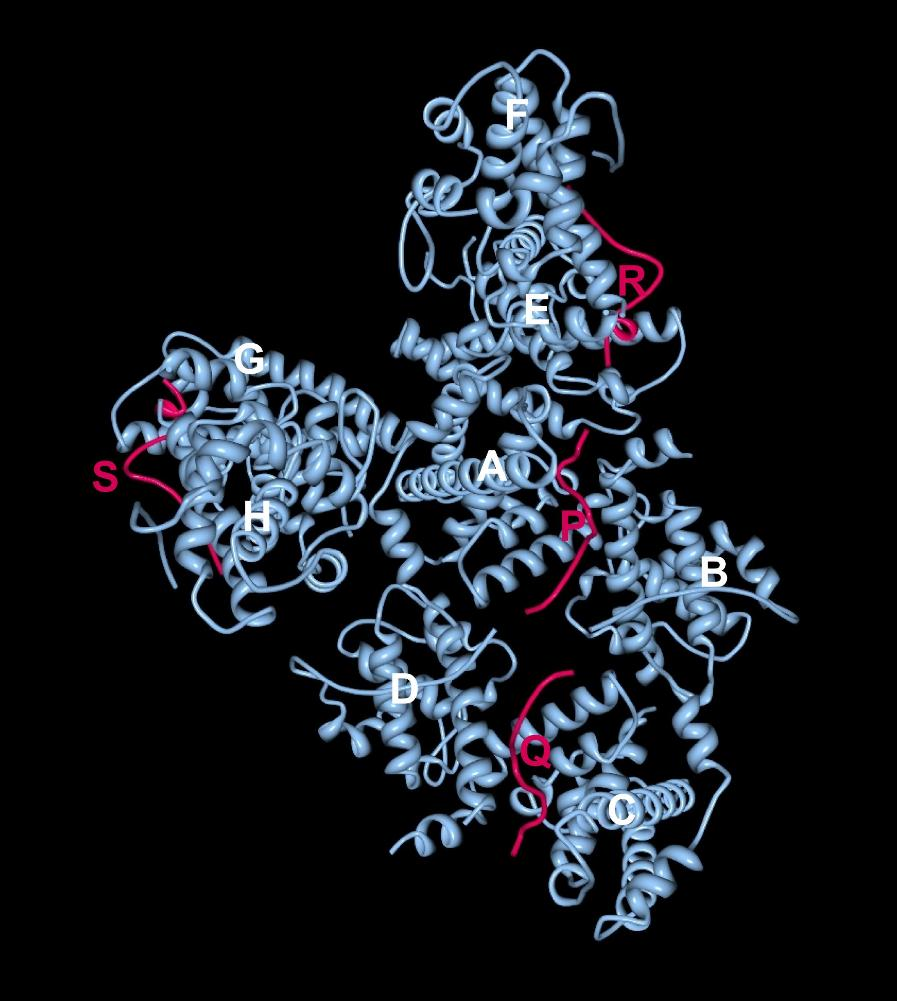
Domeny wiążące białka RB1: domena A (reszty aminokwasowe 372-589, łańcuchy A, C, E i G) oraz domena B (reszty aminokwasowe 636-787, łańcuchy B,D,F,H) wiążące białko E2F-1 (fioletowe, zaznaczone łańcuchy P,Q,R,S obejmujące reszty aminokwasowe 409-426).

RB (pRb, Rb) – białko kodowane przez gen supresorowy RB1. Gen RB1 jest zmutowany w wielu typach nowotworów człowieka. Nazwa białka RB pochodzi od siatkówczaka (retinoblastoma), nowotworu spowodowanego mutacjami w obydwu allelach kodującego białko genu RB1. Białko RB w komórkach jest obecne zazwyczaj jako fosfoproteina, i jest substratem reakcji fosforylacji przeprowadzanej przez liczne białka enzymatyczne z rodziny kinaz. Udowodnioną funkcją białka RB jest zapobieganie podziałowi komórki przez zatrzymanie cyklu komórkowego. Niefunkcjonalne białko RB nie zapobiega podziałom komórek, stąd udowodniony związek między mutacjami z utratą funkcji w genie RB1 a niekontrolowanymi podziałami komórek nowotworu.
RB należy do rodziny białek "kieszeniowych" (ang. pocket protein family), tak jak białka p107 i p130, wiąże bowiem inne białka w kieszeni utworzonej przez łańcuchy polipeptydowe. Onkogenne białka jak te produkowane przez komórki zainfekowane wysoce onkogennymi typami wirusów brodawczaka ludzkiego mogą wiązać i unieczynniać białko RB, prowadząc do rozwoju nowotworu.

## Gen
Gen RB1 był pierwszym sklonowanym genem supresorowym. Gen RB1 posiada 27 eksonów kodujących ponad 200 kpz genomowego DNA.

## Supresja cyklu komórkowego
Białko RB zapobiega przejściu komórki z uszkodzonym DNA przez fazę G1 i jej wejściu w fazę S, dzięki czemu uszkodzone geny nie są replikowane. RB wiąże i inhibuje czynniki transkrypcyjne należące do rodziny E2F. Czynniki transkrypcyjne rodziny E2F są dimerami białek E2F i białek DP. Kompleksy E2F-DP (ang. E2 promoter binding protein-dimerization partners) mogą promować wejście komórki w fazę S. Tak długo, jak kompleks E2F-DP jest inaktywowany, komórka jest zatrzymana w fazie G1. Gdy RB wiąże E2F, powstały kompleks działa jak supresor wzrostu. Kompleks RB-E2F-DP przyciąga również białko deacetylazy histonów (HDAC) do chromatyny, zapobiegając syntezie DNA.

## Aktywacja i inaktywacja
Białko RB może czynnie hamować progresję cyklu komórkowego w postaci nieufosforylowanej i nie pełni tej funkcji gdy zostaje ufosforylowane. Aktywacja RB zachodzi przed końcem mitozy (faza M cyklu) gdy fosfataza defosforyluje białko, umożliwiając mu związanie czynnika E2F.
Gdy komórka wchodzi w fazę S cyklu, kinazy zależne od cyklin (CDK) i cykliny fosforylują RB, pozbawiając je aktywności. Białko jest najpierw fosforylowane przez cyklinę D/ CDK4 i CDK6, a potem dodatkowo przez cyklinę E/ CDK2. RB pozostaje ufosforylowane w fazach cyklu S, G2 i M.
Fosforylacja RB pozwala kompleksowi E2F-DP oddysocjować od RB i pełnić funkcje czynnika transkrypcyjnego. Gdy E2F jest uwolniony, aktywuje czynniki białkowe takie jak cykliny E i A, które przeprowadzają komórkę przez cykl komórkowy aktywując kinazy zależne od cyklin, lub PCNA, przyspieszający replikację i naprawę DNA wspomagając wiązanie polimerazy DNA do DNA.

## Rola w procesach patologicznych
Mutacje somatyczne w jednym z alleli genu RB1 poprzedzone mutacją germinalną w drugim allelu przyczyniają się do rozwoju siatkówczaka. Mutacje somatyczne w genie RB1 przebiegające z utratą funkcji genu są jednak spotykane w wielu innych, sporadycznych nowotworach: raku sutka, prostaty i żołądka.